# Dubrovytsia (huyện)
Huyện Dubrovytsia (tiếng Ukraina: Дубровицький район, chuyển tự: Dubrovytsias’kyi raion) là một huyện của tỉnh Rivne thuộc Ukraina. Huyện Dubrovytsia có diện tích 1817 kilômét vuông, dân số theo điều tra dân số ngày 5 tháng 12 năm 2001 là 50939 người với mật độ 28 người/km2. Trung tâm huyện nằm ở Dubrovytsia.